# Comunicação pública
A comunicação pública trata dos processos de comunicação realizados pela sociedade civil organizada, Estado, governo e terceiro setor, com foco no interesse público, na formação de uma sociedade cidadã e democrática, em encurtar distâncias sociais reduzindo as diferenças e em ampliar a capacidade analítica individual em prol do coletivo.
Esse modelo cria uma atenuação das fronteiras entre o público e o privado, abre espaço para a atuação da sociedade e de suas organizações em áreas tidas até então como exclusivas do Estado e exige dos cidadãos uma postura atuante, crítica e responsável. A comunicação, processo básico da vida em sociedade, reflete esse novo ambiente e assume características próprias, diferentes das que foram estudadas e conceituadas até então. Surge, desse modo, o conceito de Comunicação Pública.

## Conceito
“Entre estudiosos da comunicação não existe um consenso para a definição exata de comunicação pública. Mudanças temporais e econômicas fizeram com que o termo fosse rotulado como sinônimo de comunicação governamental e/ou política. Contudo, em seu sentido mais conhecido, comunicação pública significa a comunicação voltada para o interesse público conforme assinala o educador britânico Denis McQuail no estudo da teoria da comunicação e comunicação política, presente na obra "Mass Communication Theory", lançada em 1983.  
Público é visto, na democracia, como o que convém e interessa a todos. Portanto, a comunicação pública pode ser entendida como um processo de comunicação indispensável à democracia, como maneira de garantir a liberdade e a autonomia da sociedade, tendo como principais fundamentos a diversidade e a diferença.  A Comunicação Pública é, portanto, a comunicação que acontece no espaço público e pretende ser um meio de negociação, debate e interesse público, envolvendo a Sociedade Civil, o Estado e o Governo.
Já o conceito de Comunicação Pública relaciona-se diretamente com a correta compreensão do termo "bem público". Esse termo, por muitos anos, foi entendido erroneamente como o "bem", ou "aquilo", que não pertence a ninguém.
A Comunicação Pública implica numa prática comprometida com a democracia e a construção da cidadania e é, portanto, um conceito que supõe um posicionamento político (que não é o mesmo que partidário). A abrangência do conceito é amplo e este não pode ser reduzido na medida em que precisa nortear uma legítima política de comunicação entre Estado e sociedade.
Comunicação Pública é diferente de comunicação governamental e de comunicação política. A comunicação política, ou marketing político, por seu lado, é uma forma de divulgação de um político ou de um partido político, com foco no processo eleitoral, e carece, portanto, da indispensável legitimação da sociedade.
A comunicação governamental, também denominada como “Comunicação de Estado”,  é  praticada por um determinado governo visando a prestação de contas, o estímulo para o engajamento da população nas políticas adotadas e o reconhecimento das ações promovidas nos campos político, econômico e social. Essa definição aparece no livro "Comunicação Pública ", da professora e jornalista Elizabeth Pazito.
Ainda segundo Pazito, na comunicação governamental as mensagens são voltadas para a construção da cidadania, compreendendo órgãos do terceiro setor, como ongs, e outras instâncias de poder do estado, como agências reguladoras.  Pelas características das mensagens e do público-alvo, o método utilizado são campanhas publicitárias. Contudo, os instrumentos da grande mídia como o rádio e a TV também são empregados, é a praticada por um determinado governo, visando a prestação de contas, o estímulo para o engajamento da população nas políticas adotadas e o reconhecimento das ações promovidas nos campos político, econômico e social. Trata-se de forma do governo se fazer presente perante a população.
Tanto a comunicação governamental como a política buscam atingir a opinião pública, frequentemente usando a propaganda, buscando respostas rápidas e efeitos imediatos que possam ser auferidos pelas pesquisas e transformados em estratégias de campanha. Estudos na área da comunicação, sociologia e política, revelam que  por causa da estreita relação entre comunicação e política, a comunicação pública no sentido de comunicação política pode ser entendida por dois pontos de vista.  O primeiro é como comunicação política ou marketing político, este é uma forma de divulgação de um político ou de um partido político, com foco no processo eleitoral. Para isso, são utilizadas as mais diversas tecnologias da comunicação, desde o formato impresso (cartazes, panfletos, santinhos etc) até as formas mais recentes da comunicação digital (disparos por aplicativos de mensagem instantânea, plataformas de mídias sociais, anúncios baseados em engajamento digital como o custo por clique etc) a evolução da mídia envolvida na comunicação política aparece na redação do artigo científico "Comunicação Pública e Comunicação Política ", da professora de comunicação Heloiza Helena Gomes de Matos, tradicional pesquisadora na área de relação entre comunicação pública e comunicação política.

## Divisão
Valente divide a comunicação pública em seis conceitos:
- Elitista: Focada na difusão de conhecimento considerado relevante à “alta sociedade”. Isso acontecia devido à presença de intelectuais na mídia pública. Baseada em premissas iluministas, seu foco era “educar” a população com uma cultura mais erudita. Segundo John Reith, primeiro diretor-geral da BBC, a rejeição do povo ao que é mais erudito ocorria por causa do desconhecimento, e a mídia pública teria a função de reverter essa visão.
- Educativa: Assemelha-se à elitista na função de difundir conhecimento. Difere-se, porém, no conteúdo. A comunicação educativa foca na formação do povo em atividades laborais. Com o lema “informar, divertir e educar”, foi mais presente na América Latina durante a época de industrialização, pois foi necessário uma formação rápida de mão-de-obra em larga escala.
- Alternativa: Focada em produzir conteúdo não contemplado às mídias comerciais. Geralmente busca-se dar visibilidade a grupos minoritários e pouco representados nos meios comerciais. No Brasil, seria representada pela Empresa Brasil de Comunicação (EBC).
- Pública Não Estatal: Feita para o público, sem deixar ser influenciada pelo mercado, tampouco controlada pelo Estado. Por se afastar de ambos os extremos, é considerada um intermédio, o que facilitaria a produção de debates políticos mais imparciais.
- Culturalista: Baseada nos estudos culturais da América Latina, cujos autores principais são Jesús Martín-Barbero e Néstor García Canclini. A mídia tem o objetivo de criar a identidade dos povos latino-americanos. É marcada por dois pontos centrais: a autonomia dos veículos e propor uma diversidade cultural.
- Objeto de Estado: Possui influência de ideias marxistas e é considerada um instrumento para manter a luta de classes e o domínio da classe dominante. Por mais que haja a divisão entre a comunicação pública e a estatal, nesse conceito a mídia é parte do Estado, em contrapartida com os conceitos vistos acima.

## Mercado x Estado
Danilo Rothberg critica a ideia de livre mercado na comunicação - que propaga a ideia que o Estado deve intervir minimamente nas mídias e não coagir na produção de conteúdo. Segundo os defensores do livre mercado, somente a coerção advinda do Estado e nunca do mercado poderia significar restrição da liberdade de expressão. Para eles, as empresas de mídia oferecem oportunidades para qualquer cidadão dizer o que quer e quando quiser, independente do controle do Estado. Nesse modelo, o público é visto em seu poder de consumo, não como cidadão; assim, a qualidade do conteúdo se torna questionável.
Para Rothberg, um livre mercado de comunicação não é garantia de independência editorial em um contexto no qual as principais empresas de mídia tem interesses em como são definidas as políticas de governo, desde o âmbito fiscal até as leis trabalhistas. O autor ressalta que exigir por meio de instrumentos legais, legítimos e representativos que se divulguem informações com pluralidade e equilíbrio não significa exercer censura. O princípio de liberdade de informação, segundo ele, não pode servir de pretexto para a restrição dessa liberdade por censores privados.
O autor também aponta algumas externalidades dos mercados de mídia: o recebimento de qualquer conteúdo não é individual, ou seja, tudo aquilo que é transmitido pelos meios de comunicação é recebido por milhares de pessoas; as experiências adquiridas através do conteúdo dado pela mídia só podem ser avaliadas a longo prazo, assim, se todo o conteúdo vier do mercado, os consumidores darão mais valor aos modelos de consumo, comportamento e estilo de vida das grandes indústrias e empresas.
Outra externalidade observada pelo autor é a concentração de poder econômico por parte do mercado de comunicação. Há órgãos de defesa de concorrência que impedem fusões gigantescas em empresas de qualquer ramo. No mercado de comunicações, essas fusões trazem consequências negativas, como um conteúdo padronizado (dada a centralização da produção) e a "nivelação de perspectivas" (baseado na institucionalização de conceitos).
O Estado continua essencial para a organização da mídia, e a iniciativa privada não deve ser excluída nesse ramo, mas ambos não podem ser os únicos a possuir algum tipo de controle da mídia.
Para Wilson Gomes há a questão da relação de pactos entre o jornalista e leitor, onde este deseja uma informação bem apurada, correta, imparcial e justa, e aquele deve buscar oferecer este serviço da melhor forma possível. Desta forma, quando uma empresa de comunicação começa a perder qualidade no seu serviço, a tendência é que o público pare de consumi-lo e/ou migre para outro.

Por isso, mesmo em meio ao mercado, a legitimação jornalística pressupõe valores sem os quais há o risco de perda de credibilidade e a fragilidade, e até mesmo ruptura, dos pactos entre jornalista e leitor. No entanto, segundo o autor, o interesse público não necessariamente rege toda a produção jornalística, há espaço também para o que é de interesse da audiência. Porém, Gomes pontua que há de haver um compromisso ético do jornalista de não dar à audiência tudo que ela quer, especialmente quando isso fere a dignidade e os direitos humanos.

"Públicos perversos podem ter demandas perversas e interesses perversos e, se a qualidade do produto devesse depender de tais demandas, não teríamos como escapar de um círculo efetivamente vicioso. Além disso, mesmo em humanos não sistematicamente corrompidos, o mal que habita as nossas almas de vez em quando comparece para fomentar interesses e alimentar desejos que o jornalismo faria bem em não atender. Na história da humanidade, não são raros os momentos em que as audiências querem pão e circo, sangue e tripas, de preferência do inimigo, do adversário ou daqueles que nos inquietam ou assustam. Virtude, nesse caso, seria não satisfazer o interesse da audiência." (pp. 84)  
Dessa maneira, segundo o autor, é um compromisso deontológico do jornalista em relação à esfera civil para qual escreve, e não necessariamente uma questão estatal ou estritamente empresarial, que direcionaria o fazer jornalístico.
Ainda nessa ideia de Mercado X Estado cabe citar o estudo de Juliano Domingues-da-Silva, Jorge Zaverucha, Dalson Filho e Enivaldo Rocha, onde os autores discorrem sobre um elemento importante: concentração de propriedade de mídia x democracia.
Usando estatística e dados compilados pelo Quality of Government Institute: dataset codebook, por Teorell e equipe, Domingues-Da-Silva e coautores confirmaram as seguintes hipóteses:
- Ha1: há uma correlação negativa entre índice de democracia e influência econômica sobre a mídia – ou seja, quanto maior a influência econômica sobre a mídia, menor o grau de democracia;

- Ha2: há uma correlação negativa entre pluralismo político e participação e influência econômica sobre a mídia – ou seja, quanto maior a influência econômica sobre a mídia, menor o grau de pluralismo político e participação.[10]

## Comunicação pública e papel da mídia
Ao estudar a comunicação pública da Europa, da América Latina e da América do Norte, Carolina Matos percebeu relações entre a atividade da mídia nos serviços públicos de radiodifusão e a democracia. A autora ressaltou a presença do jornalismo nos meios não-comerciais dessas regiões como fundamental para alcançar a plenitude democrática. Essa ação jornalística teria acontecido de maneiras particulares em cada localidade.

### América do Norte

#### Estados Unidos
Para a autora, a partir da comercialização da mídia no meio do século XX, expoente nos Estados Unidos, o jornalismo “sério” tornou-se, também, um produto. Surgiu, nessa época, como resposta o “jornalismo cívico”, mais voltado para o interesse público.

### Europa

#### Grã-Bretanha
Segundo as discussões trazidas por Matos, a mobilização na Grã-Bretanha por uma comercialização da mídia a partir da década de 1980 teve como consequência uma crise na mídia pública ao afastar o jornalismo do interesse público e se aproximá-lo do entretenimento. Teria ocorrido, então, uma crise na credibilidade jornalística.

### América Latina

#### Brasil
Para Matos, a ação do jornalismo, durante a ditadura cívico-militar brasileira, ajudou a retomada da democracia brasileira. A redemocratização  teve consequência positiva nas questões relacionadas à mídia pública e à liberdade de imprensa e para a regulação da mídia.
A autora fala que a comunicação pública, no Brasil, tem um formato antiquado, uma vez não agrada a nenhum público. Para ela, nem liberais nem conservadores se veem satisfeitos com o modelo de comunicação pública no país. Enquanto os conservadores falam que a TV Pública é um meio liberal que subverte valores tradicionais, os liberais a criticam por afirmarem que ela é dominada por elites empresariais e por manter o status quo.

O debate sobre comunicação pública no Brasil vem sendo capitaneado pela Associação Brasileira de Comunicação Pública , que promove eventos e produz conteúdo sobre o tema.